# María Rosa Pulley Vergara
María Rosa Pulley Vergara (Guayaquil) es la esposa del ex presidente Abdalá Bucaram Ortiz y ejerció el cargo de primera dama ecuatoriana entre el 10 de agosto de 1996 hasta el 6 de febrero de 1997, cuando el Congreso Nacional declaró a su esposo mentalmente incapaz de gobernar.

## Biografía
Fue una de los cinco hijos del matrimonio conformado por Carlos Enrique Pulley Mármol y María Rosa Vergara. Estudió Química en la Universidad de Guayaquil, de donde se recibió con el título de doctora.
En 1977 era jefe de la Sección de Medios de Cultivos del Instituto Nacional de Higiene, además de representante química de la Casa Lefísa, de los Vallejo Araujo, y daba clases particulares de Química.

### Matrimonio y descendencia
En 1977 contrajo matrimonio con el político ecuatoriano de origen libanés, Abdalá Bucaram Ortiz, con quien tuvo cuatro hijos:
- Jacobo Bucaram Pulley. Casado, con descendencia.
- Linda Bucaram Pulley. Viuda de Selim Dumani, con descendencia.
- Abdalá Bucaram Pulley. Casado con Gabriela Pazmiño, con descendencia.
- Michael Bucaram Pulley. Casado con Daniela Paulson, con descendencia.

## Primera dama (1996-1997)
Como primera dama de la nación, María Rosa Pulley ejerció la presidencia del Instituto Nacional del Niño y la Familia (INNFA), así como anfitriona del Palacio de Carondelet, y acompañante de su esposo en diversos actos protocolares a nivel nacional e internacional.
Durante su gestión tuvo un papel más bien discreto, y a pesar de los escándalos del Gobierno de su esposo, siempre fue considerada una madre y esposa ejemplar, dedicada a su carrera profesional en la misma medida que a su hogar. La analista cuencana Natalia Catalina León la calificaría en su libro «Género, subjetividad y populismo: fantasmagorías de la política contemporánea» como el ideal de la mujer burguesa decimonónica, adornada por una domesticidad ilustrada.
Tras una serie de levantamientos populares que alcanzaron su cénit el 5 de febrero de 1997, su esposo fue depuesto de la presidencia de la República por el Congreso Nacional, que el 6 de febrero lo declaró mentalmente incapaz de gobernar el país. La familia partió con rumbo a Panamá, donde se declararon exiliados políticos.

## Exilio
En 1997, a pocas semanas de la caída de su esposo y ya residiendo como exiliada en Ciudad de Panamá, Pulley fue investigada por la Fiscalía de Ecuador al haber supuestamente retirado altas sumas de dinero de Filanbanco, que según dos informes se trataba de 410 000 o 705 000 dólares estadounidenses. Finalmente salió libre de todos los cargos que pesaban en su contra.
En 2008 solicitó a la Asamblea Constituyente que se estudie el posible regreso de su esposo al país, pero su pedido no tuvo eco entre los asambleístas. En agosto de 2012 reclamó airadamente el uso de la imagen de sus nietos, aún menores de edad, por parte del Gobierno de Rafael Correa Delgado para atacar a su hijo Abdalá (Dalo), comparando tales acciones con las empleadas en la presidencia de León Febres-Cordero Ribadeneyra.